# مدينة الملك سعود الرياضية
مدينة الملك سعود الرياضية هي منشأة رياضية تقع في الباحة في منطقة الباحة في المملكة العربية السعودية، وافتتحت في عام 1989.
تضم المدينة ملعبًا رياضيًّا بمدرج بسعة 10000 مقعد، ومسبح مغطى، وصالة مغطاة متعددة الاستخدام، وملاعب للتدريب.

## الموقع والمساحة
تقع مدينة الملك سعود بن عبد العزيز الرياضية بمدينة الباحة على أرض مساحتها الاجمالية 446400 متر مربع.